# EE-11 Urutu
EE-11 Urutu – brazylijski transporter opancerzony zaprojektowany w latach 70. XX wieku. Nazwa pochodzi od jadowitego węża – żararaki urutu. Wiele podzespołów EE-11 jest identycznych z zastosowanymi w pojeździe rozpoznawczym EE-9 Cascavel.
Pierwszy prototyp EE-11 powstał w 1970 roku. Przez następne cztery lata trwało udoskonalanie konstrukcji pojazdu. W 1974 roku rozpoczęto produkcję EE-11 dla armii brazylijskiej. W następnych latach pojazd był szeroko eksportowany do krajów Ameryki Południowej, Afryki i Bliskiego Wschodu. Jednym z największych odbiorców EE-11 był Irak.